# Gare de Busseau-sur-Creuse
Gare de Busseau-sur-Creuse vasútállomás Franciaországban, Ahun településen.

## Vasútvonalak
Az állomást az alábbi vasútvonalak érintik:
- Montluçon-Saint-Sulpice-Laurière-vasútvonal
- Busseau-sur-Creuse–Ussel-vasútvonal

## Kapcsolódó állomások
A vasútállomáshoz az alábbi állomások vannak a legközelebb:
- Gare de Guéret
- Gare de Lavaveix-les-Mines
- Gare de Parsac - Gouzon